# Mario Einaudi
Mario Einaudi (Dogliani, 8 settembre 1904 – Dogliani, 15 maggio 1994) è stato un politologo e antifascista italiano.
Figlio di Luigi, presidente della Repubblica Italiana e di Ida Pellegrini, fratello maggiore dell'ingegnere Roberto e dell'editore Giulio, in memoria del padre creò nel 1964 la Fondazione Luigi Einaudi di Torino.

## Biografia

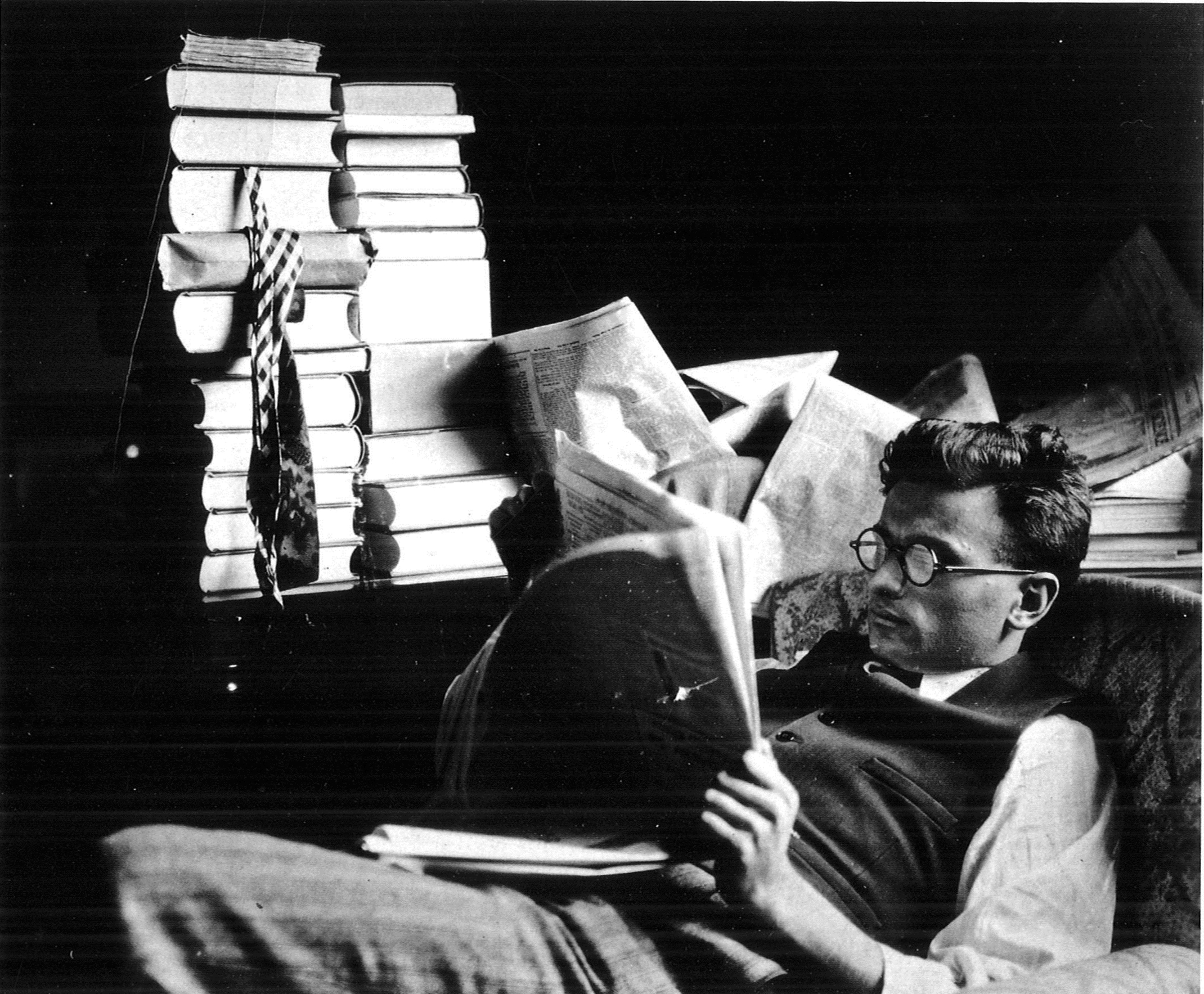
Mario Einaudi alla fine degli anni '20

Nato nel 1904 a Dogliani, località della provincia di Cuneo, dopo aver frequentato il Liceo d'Azeglio di Torino, si laureò in Scienze politiche all'Università degli Studi di Torino nel 1926, per poi perfezionare i suoi studi negli Stati Uniti, in Gran Bretagna e Francia. Docente incaricato di Storia delle dottrine politiche all'Università di Messina, rinunciò alla cattedra per non firmare il giuramento di fedeltà imposto nel 1931 ai docenti universitari dal regime fascista e nel 1933 si trasferì negli Stati Uniti. Nello stesso anno sposò Manon Michels, figlia del sociologo Roberto Michels, dalla quale ebbe tre figli: Luigi R., Roberto e Marco.
Docente alla Fordham University di New York, Einaudi nel dopoguerra passò alla Cornell University di Ithaca, dove, sino al 1974, insegnò Teoria politica e diritto costituzionale comparato e fu preside del Dipartimento di Scienze politiche. Nel 1961 aveva fondato, nella stessa università, il Center for International Studies di cui fu anche direttore. L'Istituto, ora dedicato al suo nome, inizialmente rivolto allo studio delle relazioni tra gli Stati Uniti e l'Europa, ampliò poi il campo di ricerca anche agli altri continenti.
Nel 1964, per conservare ed accrescere la biblioteca paterna e consentirne l'accesso agli studiosi, creò a Torino la Fondazione Luigi Einaudi, di cui fu il primo presidente del Comitato Scientifico. Tornato in Italia, si spense nel 1994, a ottantanove anni, nella vecchia casa di famiglia di Dogliani.

## Opere
- Edmondo Burke e l'indirizzo storico nelle scienze politiche, Torino, Istituto giuridico della R. Università, 1930.
- Le origini dottrinali e storiche del controllo giudiziario sulla costituzionalità delle leggi negli Stati Uniti d'America, Torino, Istituto giuridico della R. Università, 1931.
- Interpretazioni europee della dottrina americana del sindacato di costituzionalità delle leggi, Urbino. S.T.E.U., 1932.
- Cavour e lo sviluppo delle istituzioni rappresentative in Piemonte, Torino, G. Einaudi, 1936.
- The physiocratic doctrine of judicial control, Cambridge (Mass.), Harvard University Press, 1938.
- Communism in Western Europe, con Jean-Marie Domenach e Aldo Garosci, Ithaca, Cornell University Press, 1951.
- Christian democracy in Italy and France, con François Goguel, Notre Dame, Indiana, 1952.
- Nationalization in France and Italy, con Maurice Byé ed Ernesto Rossi, Ithaca, N.Y., Cornell University Press, 1955.
- The Roosevelt revolution, New York, Harcourt, Brace, 1959

ed. italiana: La rivoluzione di Roosevelt: 1932-1952, Torino, G. Einaudi, 1959.
- The early Rousseau, Ithaca, NY, Cornell University Press, 1967.

ed. italiana: Il primo Rousseau, Torino, Einaudi, 1979.
- Mario Einaudi. Scritti sulla politica europea 1944-1957, a cura, con introduzione e traduzione di Andrea Mariuzzo, prefazione di Luigi R. Einaudi, Firenze, Olschki, 2013. ISBN 9788822262349.